# SCRIPT/VS
SCRIPT/VSは、1980年代にIBMによって開発されたテキスト・フォーマッティング言語（文書整形言語）である。

## 概要
SCRIPT/VSはインライン・コマンドを使用する。例えば「.ce」は文字のセンタリング（中央揃え）を、「.sp 3」は3行分の縦の空白である。
IBMのGeneralized Markup Language(GML) は、SCRIPT/VSコマンドのセットをカプセル化したマクロ言語である。SCRIPT/VSが物理的な書式設定を記述するのに使われるのに対して、GMLは文書の論理的な構造を記述するために使われた。SCRIPT/VSとGMLは、System/370プラットフォーム用のIBMのソフトウェア製品であるDocument Composition Facility (DCF)に含まれた。DCF/GMLは後にIBMのソフトウェア製品であるBookmasterともなった。
後のStandard Generalized Markup Language (SGML)はGMLの後継である。

## フォーマッティング・コマンドの例
- .sp - スペース（空白）
- .ce - 中央揃え
- .im - メディアの組み込み
- .lf - 左揃え
- .ju - 正規化
- .rh / R / C / L  - ランニングヘッダー
- .rf  " - ランニングフッター